# Zeke Marshall
Zeke Marshall (Pittsburgh, Pensilvania, 13 de diciembre de 1990) es un jugador de baloncesto estadounidense que actualmente se encuentra sin equipo. Con 2,13 metros de estatura, juega en la posición de pívot.

## Trayectoria deportiva

### Universidad
Jugó durante cuatro temporadas con los Zips de la Universidad de Akron, en las que promedió 9,2 puntos, 5,2 rebotes y 2,7 tapones por partido. En su primera temporada fue incluido en el mejor quinteto freshman de la Mid-American Conference, mientras que en 2012 aparecía en el segundo mejor quinteto absoluto de la conferencia, y al año siguiente en el primero. Además, en sus dos últimas temporadas fue elegido mejor defensor del año. Acabó como el máximo taoponador de la historia de los Zips, con 246, y también como el mejor de la historia de la MAC.

### Profesional
Tras no ser elegido en el Draft de la NBA de 2013, disputó las Ligas de Verano de la NBA con los Philadelphia 76ers. En el mes de septiembre fichó por el WKS Śląsk Wrocław polaco para reemplazar a Derrick Caracter, despedido por problemas físicos, pero diez días después llegó a un acuerdo para rescindir su contrato con el equipo. Fichó posteriormente por el Yulon Luxgen de la liga de Taiwán, donde sólo disputó cuatro partidos, promediando 12,8 puntos y 4,0 rebotes.
En diciembre de 2013 volvió a su país para fichar por los Maine Red Claws de la NBA D-League, donde acabó la temporada promediando 5,0 puntos, 5,5 rebotes y 1,8 tapones por partido, siendo incluido en el segundo Mejor quinteto de rookies.
Regresó a Europa en 2014 para fichar por el Limburg United de la liga belga, pero solo llegó a disputar 13 partidos, en los que promedió 4,6 puntos y 3,0 rebotes por partido. En enero de 2015 fichó por el Club Sagesse Beirut de Líbano, donde jugó un único partido en el que logró 11 puntos y 10 rebotes. En el mes de septiembre fichó por el Al-Fateh Al-Hasa de Arabia Saudí, donde una lesión en el mes de abril le hace perderse el resto de la temporada.
En diciembre de 2016 es contratado a prueba una semana por el Élan Sportif Chalonnais francés, pasando el periodo de prueba y firmando hasta el final de la temporada.